# Eupithecia coquimbo
Eupithecia coquimbo es una especie de polilla de la familia Geometridae. La especie fue descrita por primera vez por Frederick Hastings Rindge habiendo sido descrita en 1991, con distribución en la Región del Biobío, Chile. El holotipo de la especie fue descrita en el sector Huanta del valle de Elqui a 10 km de La Junta. Recibe su nombre de la ciudad portuaria de Coquimbo.

## Descripción
La longitud de las alas anteriores es de unos 11 milímetros (0,4 plg) en los machos y de 10,5 milímetros (0,4 plg) en las hembras. Las alas anteriores son de color gris oscuro. Las alas traseras son de color blanco grisáceo en la parte anterior y se vuelven gris oscuro en la parte distal. Se han registrado adultos volando en octubre y noviembre.